# Nabor

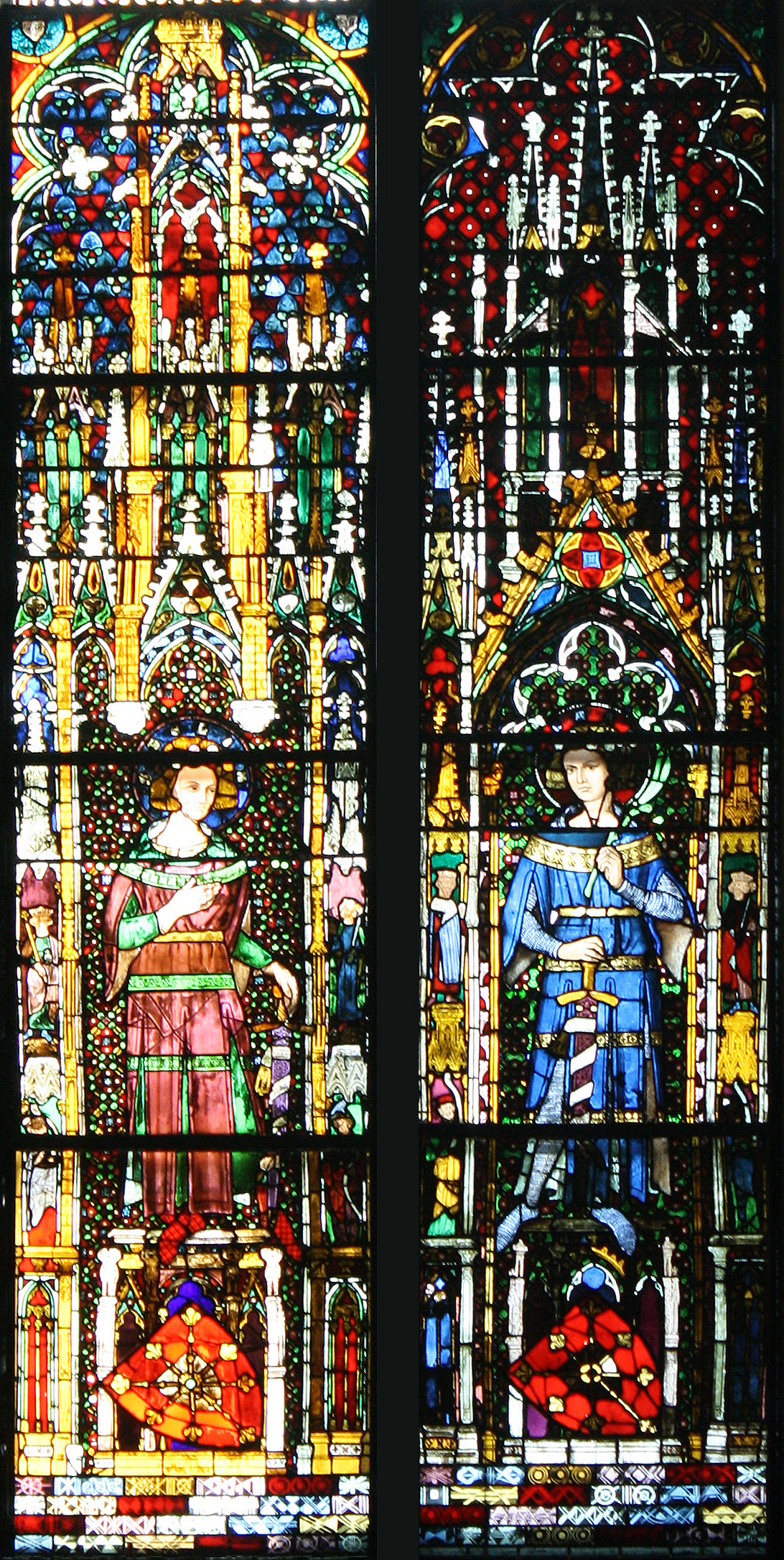
Kölner Dom – Fenster der hll. Nabor und Felix (um 1330)

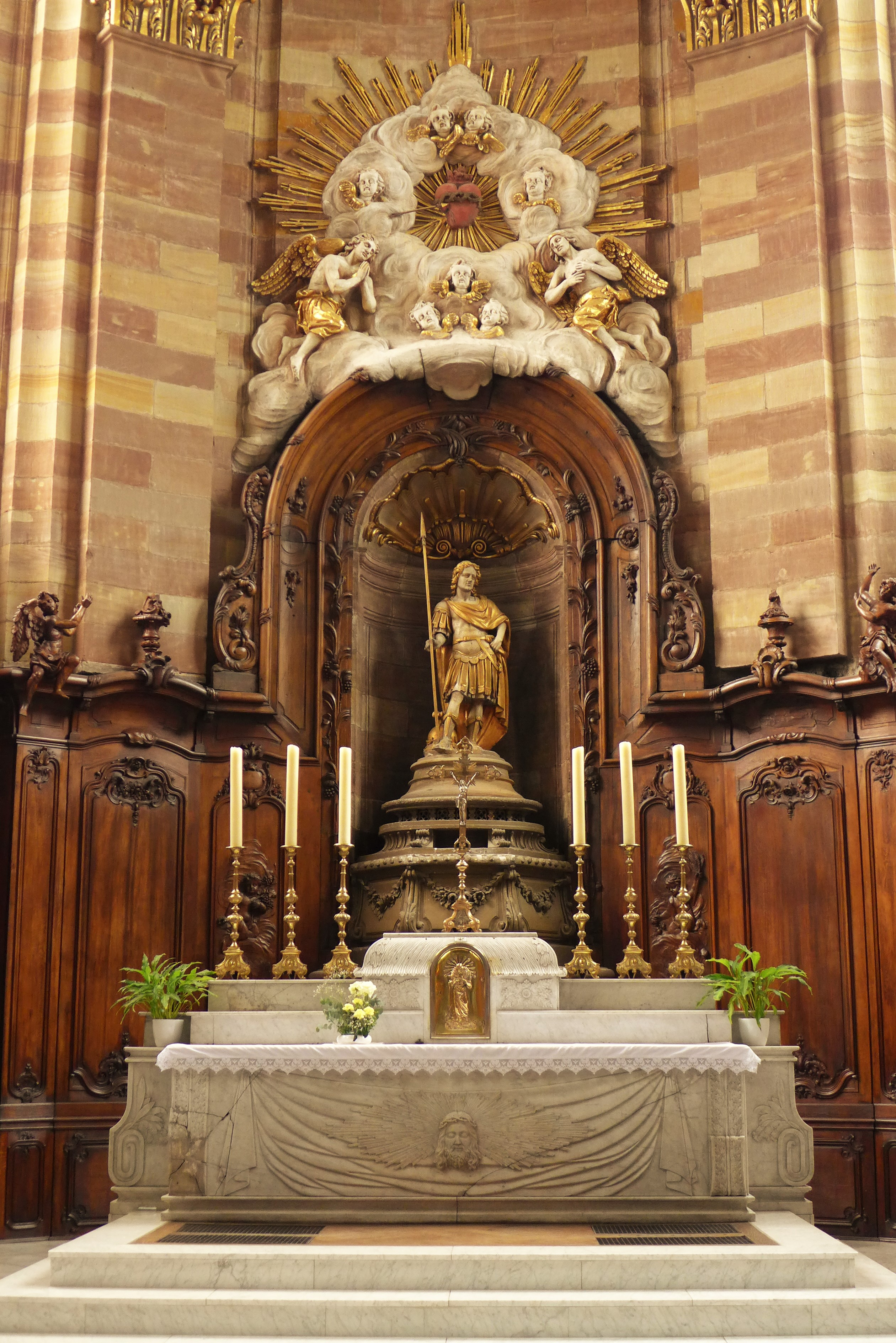
Ehemalige Abteikirche St. Nabor in St. Avold, Hochaltar mit der Statue des heiligen Nabor

Nabor († um 304) ist ein christlicher Märtyrer und katholischer Heiliger. Seine Lebensdaten sind weitgehend unbekannt. Er wird meist zusammen mit dem hl. Felix von Afrika verehrt.

## Vita
Nabor war ein römischer Soldat in der Provinz Africa. Er wurde um das Jahr 304 während der Christenverfolgungen des Kaisers Diokletian zusammen mit seinem Kameraden Felix in Lodi bei Mailand enthauptet.

## Verehrung von Nabor und Felix
Ein frühes Zeugnis dafür, dass die Christen in und um Mailand Nabor und Felix als Märtyrer verehrten, ist die feierliche translatio ihrer Reliquien durch den Mailänder Bischof Ambrosius. Ambrosius ließ die Reliquien von Nabor und Felix im Jahr 386 in der ihnen zu Ehren errichteten Basilika Santi Nabore e Felice in Mailand beisetzen. Diese Basilika wurde nach 1249 durch die heutige Chiesa di San Francesco Grande ersetzt.
Am 24. August 765 brachte Chrodegang, Minister von Karl Martell und Pippin dem Kurzen, Reliquien der Heiligen Nabor und Felix nach Lothringen in die spätere Abtei St. Nabor in St. Avold. Im Jahr 1164 kamen einige Reliquien der beiden zusammen mit den Gebeinen der Heiligen Drei Könige nach Köln; sie befinden sich heute im Dreikönigenschrein im Kölner Dom. 
Im Jahr 1959 wurden in Namur zwei Reliquiare mit den Häuptern der Heiligen Nabor und Felix aufgefunden. Die silbernen Büsten sind 1709 in Mailand für die schon damals gesondert aufbewahrten Häupter neu angefertigt worden. Im Verlauf der Französischen Revolution (1798) kamen die Reliquien nach Sant’ Ambrogio, die Büstenreliquiare verschwanden aber. Da sie mit den Siegeln des Mailänder Franziskanerkonvents des 18. Jahrhunderts versehen waren, wurden sie von Namur nach Mailand zu den anderen dort verbliebenen Reliquien zurückgebracht.

### Gedenktage
Ihr Gedenktag ist der 12. Juli. Als Gedenktag der Überführung der Gebeine nach Köln gilt regional der 23. Juli.

### Schutz und Anrufung
Nabor und Felix gelten als Schutzpatrone gegen Kinderkrankheiten und werden bei Ohrenleiden angerufen.

### Kirchenpatrozinien und Darstellungen
Die barocke Felix-und-Nabor-Kapelle im badischen Ort Schmidhofen ist ihnen geweiht. Darstellungen der beiden Heiligen sind äußerst selten, doch ist ihnen im Kölner Dom ein spätgotisches Fenster gewidmet; darüber hinaus sind sie im Giebelfeld auf der Rückseite des Dreikönigenschreins sowie als Giebel flankierende Statuen auf dem Altar der Schmuckmadonna (vormals Schaufassade des Dreikönigenmausoleums) zu sehen.

## Sonstiges
Der hl. Felix wird auch in Katalonien verehrt, wo die Stadt Sant Feliu de Guíxols nach ihm benannt ist.